# Introducing the Hardline According to Terence Trent D'Arby
Introducing the Hardline According to Terence Trent D'Arby is Terence Trent D'Arby's eerste album uitgebracht in 1987, Columbia Records.

## Tracks
1. If You All Get To Heaven - 5:17
2. If You Let Me Stay - 3:14
3. Wishing Well - 3:30
4. I'll Never Turn My Back On You (Father's Words) - 3:37
5. Dance Little Sister - 3:55
6. Seven More Days - 4:32
7. Let's Go Forward - 5:32
8. Rain - 2:58
9. Sign Your Name - 4:37
10. As Yet Untitled - 5:33
11. Who's Lovin' You - 4:24